# Compositor de canciones
Un compositor de canciones es aquella persona que se dedica a componer canciones. También se le puede llamar cancionista. En el caso de que una persona escriba únicamente la letra de una canción, es denominado específicamente «letrista», «escritor», o simplemente «autor»; cuando también tiene a cargo la armonía, melodía y ritmo de la composición, es conocido, de una forma más amplia, como «compositor de canciones». Cuando el compositor además interpreta sus propias canciones, es llamado «cantautor», que no es más que la resultante de la fusión de las palabras «cantante» y «autor».
La presión de la industria musical por producir éxitos populares promueve que la escritura de canciones sea a menudo una actividad donde las tareas se distribuyen entre varias personas. Por ejemplo, un autor con maestría en escribir letras podría emparejarse con  otro que destaca en la creación de buenas melodías. Las canciones pueden ser escritas por miembros de la banda o por autores en plantilla –compositores contratados directamente por editores musicales–. Algunos autores de canciones se editan a sí mismos, mientras otros cuentan con editores externos.

## Delimitaciones
A quien no crea las letras pero sí la melodía se le denomina también compositor de canciones (ej. Elton John). A los compositores de piezas exclusivamente instrumentales no se les denomina compositores de canciones, sino simplemente compositores.
Las actividades de los compositores y de los compositores-cantantes (cantautores) son variadas, el cantautor representa una forma de música y exhibición en la tradición de ejemplos como Bob Dylan o Joni Mitchell. Muchos cantautores componen también canciones para otros intérpretes.

## Metodología
La composición de canciones tiene una serie de métodos, cuya terminología se basa en el género musical e idioma usado. 
Los compositores dividen la canción en secciones: estrofa, puente y el estribillo. Adicionalmente también hay secciones opcionales como la parte C o la parte intermedia, que describen una parte armónica o rítmica de la canción. Finalmente también existe la parte de rotura (break part), con una frase rítmica y breve y una introducción o bien final de una canción. No existe una terminología inequívoca y universal. La denominación que se utiliza para las secciones de una canción depende de las diferentes tradiciones y del estilo musical.

## Producción
El compositor de canciones tiene, en contraposición con el compositor clásico, una banda musical mucho más reducida, dado que, por ejemplo, en el caso de la música pop, no suele haber más de 6 músicos. La banda suele utilizar instrumentos de armonía como la guitarra eléctrica, el teclado o el bajo eléctrico, instrumentos rítmicos como la batería y otros instrumentos de percusión. El denominado hook también puede consistir en un pasaje instrumental, como ocurre por ejemplo con la introducción de «Smoke on the Water» o, en el caso de géneros musicales modernos, sonidos o efectos sonoros. En la actualidad y según qué género, es frecuente el uso de sintetizadores, mayoritariamente digitales.
La composición desde el punto de vista de los derechos de autor consiste en la voz melódica. En inglés se denomina hookline (línea de gancho) al título cantado (que puede o no coincidir con el título de la canción). La hookline o hook (gancho) suele contener el mensaje principal de la canción y su melodía distintiva. Suele ser un estribillo o palabras claves del mismo «Love Me Tender», «Wind of Change» o, en ocasiones el pareado: «In the Ghetto». El denominado hook también puede consistir en un pasaje instrumental, como ocurre por ejemplo con la introducción de «Smoke on the Water» o, en el caso de géneros musicales modernos, sonidos o efectos sonoros. La clave del hook es su capacidad para ser reconocida. No obstante, si el género de la canción es flamenco, vallenato o tango, entre otros, esta terminología no es usada.
Hasta finales de los años 1970 algunas canciones se basaban en anotaciones, mientras que en la era moderna algunos compositores suelen producir su idea mayoritariamente con el ordenador, para así poder mostrar una demo al intérprete. Es posible encontrar partituras en libros de canciones, para interpretarlas con guitarra, piano, etc.

## Roles específicos

### Beatmaker
Un beatmaker es un compositor que crea y compone música o ritmos para una canción, a menudo sentando las bases o «lecho musical». Luego, un compositor que se especializa en melodía creará la línea principal de la pista. Las herramientas que se utilizan normalmente son teclados, cajas de ritmos, sintetizadores suaves y estaciones de trabajo de audio digital. Los beatmakers no son productores de discos por definición o función actoral, ya que generalmente no trabajan directamente con un artista en un estudio de grabación que supervisa la producción y grabación del producto final. Sin embargo, los productores de discos pueden participar en la coescritura de canciones como el beatmaker con dos funciones como productor y compositor, ya que pueden escribir y componer la música original, como el ritmo, y luego supervisar la producción que toma el control de las sesiones de grabación con el artista e ingeniero hasta la etapa de mezcla. Se les conoce como productores discográficos/compositores, ya que generalmente reciben créditos de composición y producción para ambos roles. Esto es especialmente cierto para los productores de R&B y hip hop en la producción de hip hop urbano, cuando la composición de la música original como coguionista se integra en su rol tradicional como productor discográfico, como Rodney Jerkins, Dr. Dre, Timbaland o Pharrell Williams, a diferencia de un productor de rock que rara vez puede contribuir como coautor de una canción.

### Top liner
Un top-liner es un compositor que escribe una canción sobre un ritmo preestablecido. En el top-lining, el autor no crea una canción desde cero, sino que añade letra y melodía a una base de canción donde está establecido un género, tonalidad, armonía, ritmo y forma.
En la composición comercial moderna, es una práctica habitual que la pista musical sea producida primero sin ninguna melodía ni letra. Esto se debe en parte al auge de equipos de producción musical portátiles y workstations de audio digital (DAWs) que están diseñados para la ágil configuración de música electrónica, como son Cubase y Ableton Live.